# Torre Hercón
La Torre Hercón appelée aussi Torre Costa Rica est un gratte-ciel construit à La Corogne (Galice), dans le nord-ouest de l'Espagne de 1973 à 1975. L'édifice est haut de 119 mètres pour 31 étages. Il abrite des logements et des bureaux.
C'est le plus haut édifice de la Galice et l'unique gratte-ciel de La Corogne .
L'architecte est José Antonio Franco Taboada.